# 272 Pułk Piechoty Armii Krajowej
272 pułk piechoty AK – jednostka sił zbrojnych Armii Krajowej okresu akcji „Burza” w 1944.

## Historia
Miała powstać na bazie Obwodu Iłża AK oraz Obwodu Końskie AK, miała wejść w skład 28 Dywizji Piechoty AK im. Stefana Okrzei. Ostatecznie planu nie udało się zrealizować.
15 sierpnia 1944 w momencie mobilizacji na terenie Inspektoratu Starachowice udało się sformować tylko I batalion, który wskutek złego zrozumienia rozkazów został rozwinięty do struktury pułku przy liczebności ok. 500 ludzi.
Kres tworzenia planowanego pułku przyniosły meldunki napływające do sztabu Korpusu Kieleckiego AK – żołnierze Obwodów Iłża i Końskie zasilili ostatecznie nie 272 pp AK, tylko 3 ppLeg. AK.

## Planowany skład
- I batalion – na jego dowódcę planowany był dotychczasowy komendant Obwodu Końskie
- II batalion – na jego dowódcę planowany był por. Franciszek Walewski ps. „Wujek” (dotychczas komendant Podobwodu Skarżysko-Kamienna)
- III batalion – na jego dowódcę planowany był kpt. Piotr Kulawik ps. „Okszyc” (dotychczas Komendant Obwodu Iłża)